# Navi maggiori e minori

## Diritto italiano
La definizione di nave maggiore e di nave minore è data, nel diritto italiano dall'articolo 136 del Codice della navigazione.

### Navi maggiori
Le navi maggiori sono le navi d'altura, destinate alla navigazione di alto mare, oltre le 20 miglia dalla costa, che abbiano idonee sistemazioni per l'equipaggio e che siano superiore alla stazza minima di 10 tonnellate per le navi a propulsione meccanica, e 25 tonnellate per le navi a vela.

### Navi minori
Le navi minori: sono le navi costiere, destinate alla navigazione lungo le coste continentali ed insulari dello stato,
a distanza non superiore alle 20 miglia, e le navi adibite alla navigazione interna e al servizio marittimo dei porti. Sono classificate tra i beni mobili soggette a registrazioni in appositi registri.

### Iscrizione nei registri
L'art. 146 del Codice della navigazione stabilisce che:
Le navi maggiori sono iscritte nelle matricole tenute dagli uffici di compartimento marittimo e dagli uffici designati dal Ministero per le comunicazioni.
Le navi minori e i galleggianti sono iscritti nei registri tenuti dagli uffici di compartimento e di circondario o dagli altri uffici indicati dal regolamento.

### Conduzione
Le unità di lunghezza fuori tutto non superiore a 12 metri iscritte nel registro delle navi minori per uso in conto proprio possono navigare nelle acque marittime entro 12 miglia dalla costa. Fino a 6 miglia vi è un particolare regime in merito alla patente nautica.

## Diritto comparato

### Ordinamento greco
Anche per il diritto greco è possibile la conduzione delle navi minori da parte del proprietari, ma le norme sulla necessità della patente sono più severe (9CV contro i 40,2 CV del diritto italiano. Sono previste deroghe per gli stranieri che si vedono applicare, se più favorevoli, le loro leggi nazionali.